# Disordini di New York
I disordini di New York accaddero dall'11 al 16 luglio 1863 nella città statunitense dopo l’approvazione dell'Enrollment Act da parte del Congresso degli Stati Uniti d'America.
Gli scontri esplosero a causa della coscrizione, ma furono mossi da un generale malcontento sociale che serpeggiava nella comunità statunitense per via della guerra civile in corso. Gli scontri si trasformarono velocemente in episodi di linciaggio e uccisione di immigrati, specialmente afroamericani. Fu la più grande insurrezione civile della storia degli Stati Uniti dell'epoca, a parte la guerra civile stessa in atto.
Per reprimere l'ondata di violenza dilagante, il presidente Abraham Lincoln inviò diverse truppe di volontari e reggimenti di milizie armate nella città. I numerosi arresti che seguirono portarono a scoprire, nonostante fosse scontato, che la maggior parte dei manifestanti era di origine irlandese e apparteneva a classi sociali basse, secondo quanto riportato da Adrian Cook nelle liste di nomi compilate per il suo Armies of the Streets.

## Le cause scatenanti
Il motivo che spinse le persone a manifestare in maniera violenta il loro scontento fu il fatto che la legge sulla coscrizione consentiva alle classi agiate e benestanti di sottrarsi alla leva obbligatoria pagando un versamento di 300$, mentre i poveri dovevano obbligatoriamente prestare servizio nell'esercito.

## Cronologia degli scontri

### Lunedì

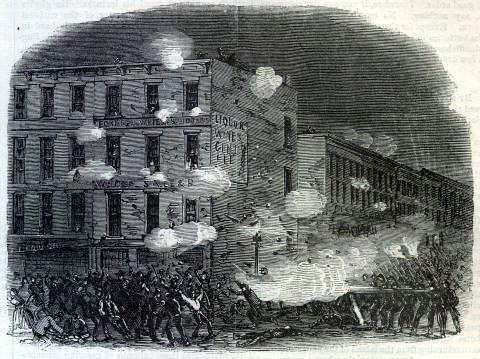
Descrizione del 1º agosto 1863 degli scontri tra civili e milizie armate.

Ci furono numerosi resoconti di scontri avvenuti a Buffalo, e in altre città, ma la prima coscrizione di leva con chiamata alle armi, svoltasi a New York l'11 luglio 1863, si svolse senza incidenti. La seconda chiamata si tenne lunedì 13 luglio 1863, dieci giorni dopo la vittoria dell'Unione nella battaglia di Gettysburg. Alle 10 del mattino una folla inferocita di circa 500 persone, capeggiata dal corpo volontario dei vigili del fuoco della Engine Company 33 (conosciuti con il nome "Black Joke"), assalì gli ufficiali preposti al reclutamento, sulla Third Avenue e sulla 47th Street, dove stava avendo luogo il sorteggio. La folla tirò pietre alle finestre degli edifici, sfondando le porte ed incendiandoli. Quando arrivarono i pompieri, i rivoltosi misero fuori uso i loro veicoli. Altri uccisero dei cavalli che trascinavano carrozze distruggendo anch'esse. Per impedire che altre zone della città fossero avvisate del diffondersi dei disordini, furono tagliati i fili del telegrafo. Molti dei partecipanti ai disordini erano lavoratori irlandesi che temevano la concorrenza degli schiavi emancipati nel mercato del lavoro.
Giacché la guardia nazionale dello Stato di New York era stata inviata ad assistere le truppe dell'Unione in Pennsylvania, le forze di polizia si ritrovarono da sole a dover fronteggiare la rivolta. Il sovrintendente della polizia, John A. Kennedy, arrivò sul luogo degli scontri il lunedì per controllare la situazione. Sebbene non vestisse l'uniforme, la gente lo riconobbe e lo aggredì. Kennedy fu lasciato a terra privo di conoscenza in una pozza di sangue, con il volto tumefatto e lacerato, un occhio fuori uso, labbra gonfie e una mano tranciata di netto con un coltello. La polizia armata cercò di fronteggiare la folla, ma venne soverchiata dal numero dei rivoltosi. Anche se inferiori di numero, i poliziotti riuscirono comunque a contenere i disordini tra Lower Manhattan e Union Square.

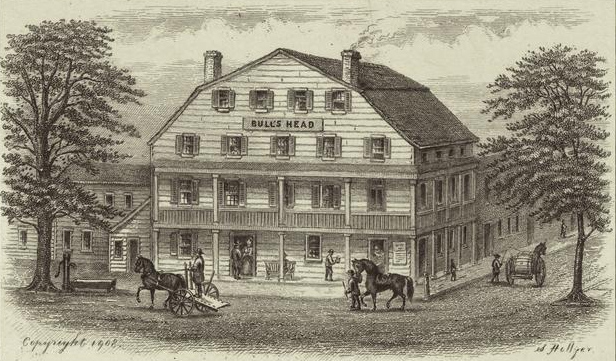
Il Bull's Head Hotel, qui in una stampa del 1830, venne incendiato durante i disordini.

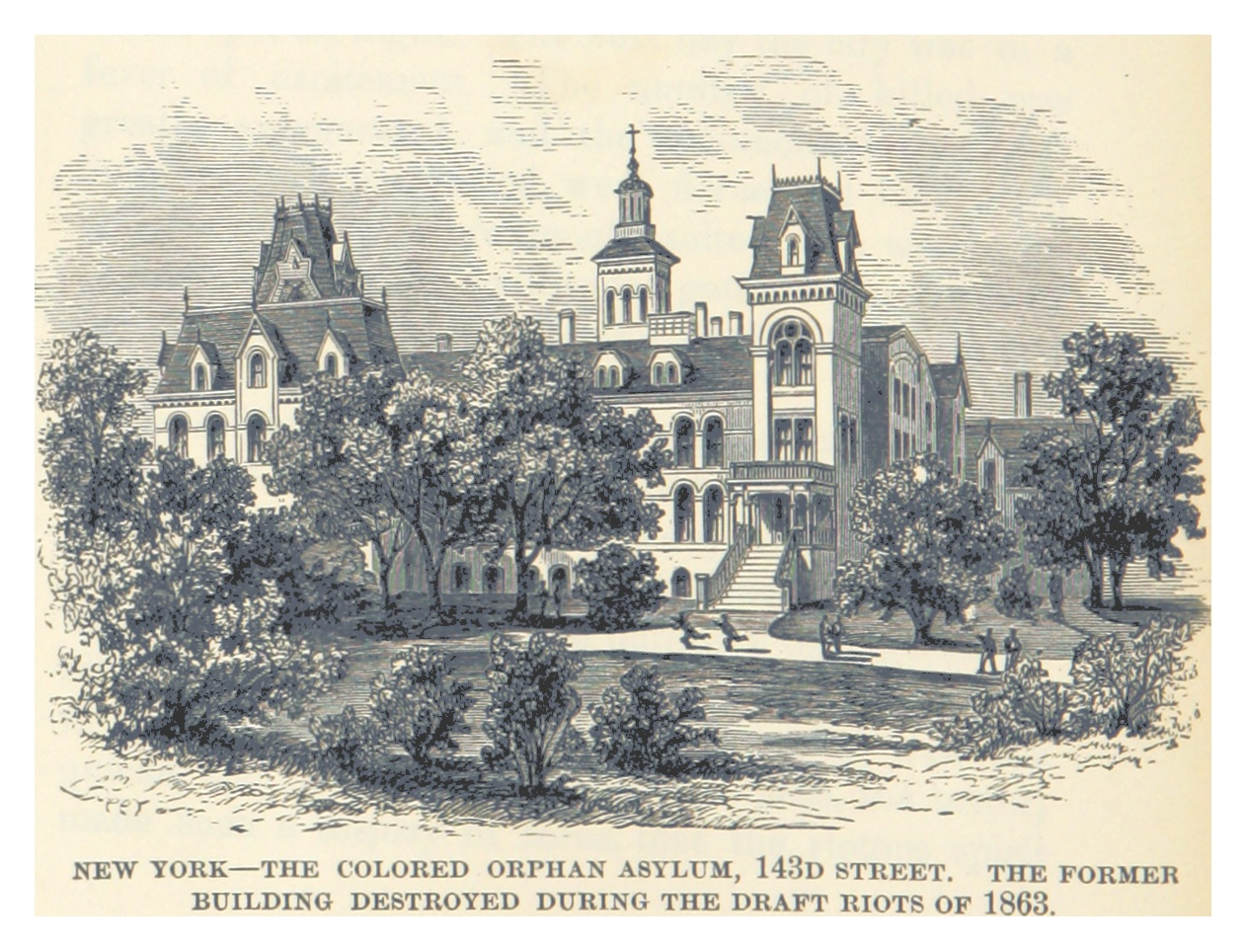
L'orfanotrofio per afroamericani distrutto durante i disordini.

Il Bull's Head hotel sulla 44th Street, che si rifiutò di fornire alcool alla folla, venne dato alle fiamme. La casa del sindaco sulla Fifth Avenue, le stazioni di polizia dell'ottavo e del quinto distretto, e altri edifici furono tutti incendiati. Altri obiettivi inclusero la sede del New York Times. La folla venne fatta allontanare dagli uffici del Times grazie a delle mitragliatrici azionate dal personale del giornale, incluso il fondatore Henry Jarvis Raymond. Più tardi nel pomeriggio, le autorità spararono sulla folla uccidendo un uomo quando i rivoltosi cercarono di assaltare delle armerie sulla Second Avenue e 21st Street.

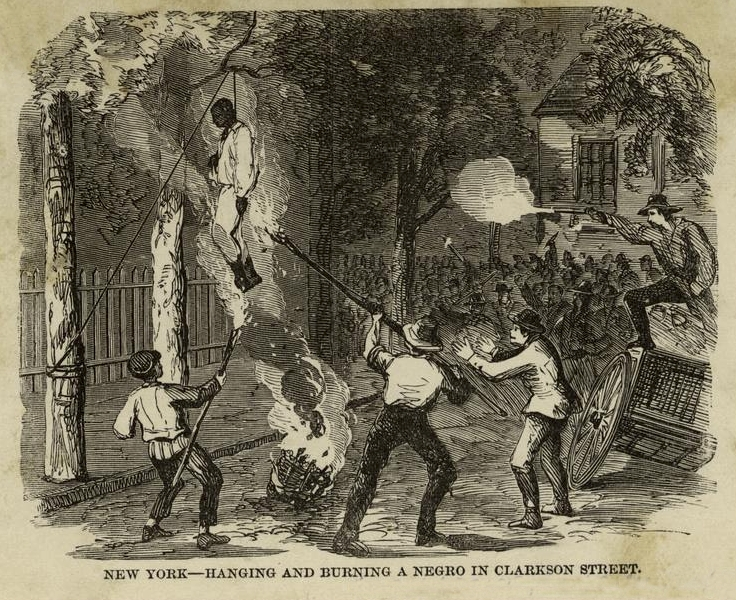
Il linciaggio di un afroamericano durante i disordini di New York in una stampa dell'epoca.

I principali bersagli dell'odio della folla furono le persone di colore. Molti immigrati ed altra gente di bassa estrazione e misere condizioni in generale vedevano i neri come pericolosi avversari dal punto di vista lavorativo, ritenendoli pronti a rubare loro anche gli scarsi posti di lavoro disponibili, ed erano preoccupati che altri schiavi liberati potessero arrivare a New York in cerca di occupazione. La folla reagì a queste paure torturando ed uccidendo molti neri, incluso un uomo che venne letteralmente linciato da circa 400 persone ed impiccato ad un albero.
Le condizioni della metropoli divennero tali che John E. Wool, il generale incaricato di riportare l'ordine in città, giunse ad affermare:
Il Colored Orphan Asylum sulla 44th Street e Fifth Avenue, un "simbolo della carità dei bianchi verso i neri", che all'epoca forniva vitto e alloggio a 233 bambini, venne assaltato dalla folla alle quattro del pomeriggio. Un gruppo di svariate centinaia di persone, inclusi donne e bambini, saccheggiò l'edificio portandosi via tutte le scorte di cibo e le suppellettili. Tuttavia, la polizia riuscì a mettere in salvo gli orfani prima che l'edificio venisse dato alle fiamme.
Nelle zone interessate dai disordini, la folla uccise almeno 11 afroamericani, distruggendo le loro case e anche i posti di lavoro, come la farmacia di James McCune Smith al 93 di West Broadway, presumibilmente ritenuta la prima farmacia di proprietà di un nero negli Stati Uniti.
Un gruppo di irlandesi attaccò duecento portuali neri che lavoravano ai docks, mentre altri provvedevano a distruggere tutti i locali della zona che permettevano l'entrata alla gente di colore.

### Martedì
Martedì notte cadde una forte pioggia che aiutò lo spegnimento dei focolai di incendio ed attenuò i disordini in quanto molti tornarono nelle proprie case, ma la folla si ripresentò il giorno successivo. I rivoltosi bruciarono la casa di Abby Gibbons, attivista per la riforma carceraria e figlia dell'abolizionista Isaac Hopper. Inoltre furono assalite molte donne ritenute colpevoli di intrattenere rapporti promiscui con afroamericani.
Il governatore Horatio Seymour arrivò sul posto e tenne un discorso dalla City Hall, dove cercò di ammansire la folla proclamando che il Conscription Act era da ritenersi incostituzionale. Il Gen. John E. Wool, comandante dell'Eastern District, portò in città circa 800 soldati con l'intenzione di far cessare gli scontri.

### Mercoledì e giovedì: ristabilimento dell'ordine
La situazione migliorò il mercoledì, quando l'ufficiale militare Robert Nugent ricevette l'ordine di sospendere momentaneamente la coscrizione di leva obbligatoria dal Colonnello James Barnet Fry. Appena la notizia giunse alla stampa, molti rivoltosi tornarono alle proprie abitazioni. Continuarono comunque numerosi i tafferugli tra polizia e gruppi isolati di manifestanti. Un ultimo scontro ebbe luogo giovedì sera nei pressi di Gramercy Park. Secondo quanto riportato da Adrian Cook nel suo saggio Armies of the Streets (1974), dodici persone rimasero uccise durante l'ultima giornata di scontri.
L'ordine iniziò ad essere gradualmente ristabilito a partire da giovedì. La guardia nazionale e alcune truppe federali fecero ritorno a New York, inclusi il 152º battaglione di fanteria, il 26º reggimento di fanteria del Michigan, il 27º reggimento dell'Indiana, e il 7º reggimento della New York State Militia. In aggiunta, il governatore inviò anche il 74º e il 65º reggimento della New York State Militia, che non erano in servizio attivo, e una sezione del 20º battaglione di artiglieria di stanza a Fort Schuyler. Il 16 luglio, erano ormai presenti in città svariate truppe federali.

## Vittime e danni

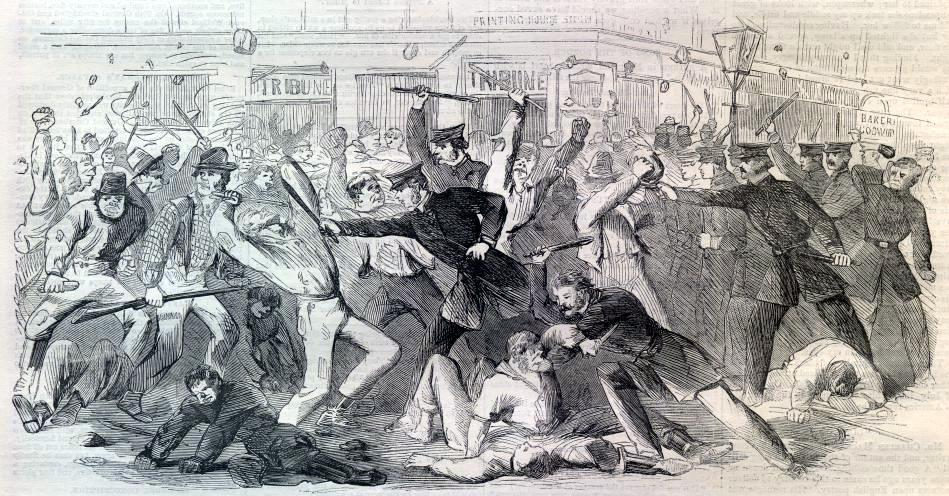
Gli scontri in una stampa dell'epoca.

Il numero esatto delle vittime dei disordini è sconosciuto, ma secondo lo storico James M. McPherson potrebbero esserci stati 120 morti e 2000 feriti tra i civili, aggiungendo più di un milione e mezzo di dollari di danni procurati agli immobili.

## Conseguenze
I tumulti furono anche la dimostrazione dell'impraticabilità della leva di massa nel Nord degli Stati Uniti, e che l'idea secondo cui la differenza demografica tra Nord e Sud rendeva scontata la vittoria dell'Unione sulla Confederazione era in realtà troppo semplicistica.

## Riferimenti nella cultura di massa
I disordini sono rappresentati nel film Gangs of New York di Martin Scorsese.